# Sidya Touré

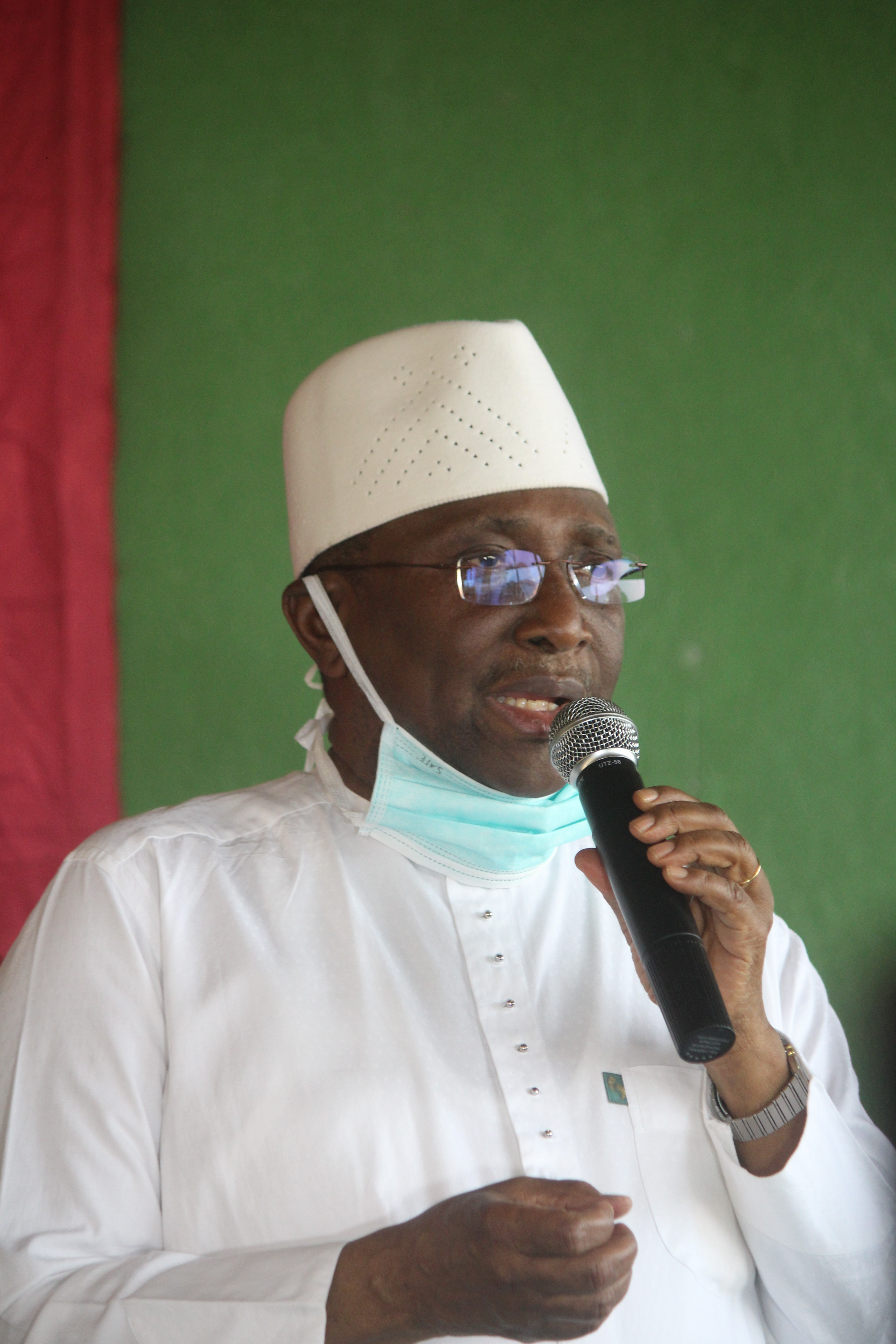

Sidya Touré (* 1945) war von 1996 bis 1999 Premierminister von Guinea.

## Politische Laufbahn
Seit 1972 war er in verschiedenen Funktionen mit Wirtschafts- und Finanzfragen befasst. Von Ende 1990 an war er für drei Jahre Kabinettsdirektor des Premierministers der Elfenbeinküste. Nachdem er zwei Jahre lang für ein Unternehmen im Agrarsektor tätig gewesen war, ging er in die Politik.
Er wurde am 10. Juli 1996 Premierminister unter dem seit 1984 regierenden Präsidenten Lansana Conté. Das Amt des Premierministers war im Dezember 1984 abgeschafft worden. Der Präsident erwartete von ihm die Sanierung der schwachen Wirtschaft Guineas. Seine Amtszeit endete am 8. März 1999, als Lamine Sidimé sein Nachfolger wurde.
Am 20. Mai 2000 wurde er Präsident der Oppositionspartei Union des Forces Républicaines (UFR). In seiner Eigenschaft als Oppositionsführer wurde er seitdem gelegentlich kurz inhaftiert bzw. vorgeladen. Zunächst beabsichtigte er eine Kandidatur bei den Präsidentschaftswahlen im Dezember 2003. Seine Partei boykottierte dann die Wahlen, die der Amtsinhaber Conté wie erwartet mit 95,63 % der Stimmen für sich entscheiden konnte.
Im September 2021 kehrte Sidya Touré nach 10 Monaten Exil in Europa nach Guinea zurück.

## Familie
Touré ist verheiratet und hat vier Kinder.